# بووا مارینا
بووا مارینا (به ایتالیایی: Bova Marina) یک کومونه در ایتالیا است که در استان رجو کالابریا واقع شده‌است.

## خصوصیات
بووا مارینا ۲۹٫۵ کیلومترمربع مساحت و ۴٬۱۲۵ نفر جمعیت دارد و ۲۰ متر بالاتر از سطح دریا واقع شده‌است.